# 18 сторінок
«18 сторінок» — індійський романтичний трилер мовою телугу 2022 року, сценарій якого написаний Сукумаром і зрежисований Пальнаті Сурья Пратап. Виробництвом фільму займаються GA2 Pictures і Sukumar Writings, у фільмі зіграли Нікхіл Сіддхарт і Анупама Парамесваран. Він отримав змішано-позитивні відгуки критиків.

## Сюжет
Дівчина Сідду зраджує йому, що доводить його до депресії. Коли він вирішує спалити всі свої спогади зі своєю колишньою дівчиною, то знаходить книгу на дорозі і починає її читати.
Книга виявилася щоденником Нандіні. Нандіні - дивна жінка, яка не користується мобільним телефоном і вірить у людське спілкування. Читаючи її щоденник, в Сідду зароджуються почуття до жінки. Нандіні відвідала Гайдарабад, щоб доставити лист свого дідуся людині на ім'я Венкат Рао. Під час їхнього контактування на неї напали невідомі, і вона опинилася у великій неприємності.
Після 18 сторінки щоденник виявився пустий. і спочатку Сідду подумав, що власниця перестала вести денник, коли вона виконана своє завдання. Головний герой поїхав зустрітися з Нандіні в її рідне місто, там дізнався шокуюче відкриття від бабусі Нандіні про те, що Нандіні загинула в автомобільній аварії рік тому.
Сідду не міг переварити той факт, що жінка, яку він любив, померла. За порадою свого дідуся він виконує всі її незавершені справи, з метою змусити себе та всіх навколо відчути, що Нандіні жива. Коли він їх виконує, то дізнається через кондуктора автобуса, що вона все ще може бути жива. Кондуктор випадково побачив Нандіні в реанімації через 2 дні після того, як її вважали мертвою.
Щоб знайти більше підказок про місце перебування Нандіні, Сідду починає шукати лист, що мав бути переданий Венкату Рао. Сідду дізнається, що архітектор намагався вбити Нандіні і сподівався знищити лист, оскільки там містяться докази справи, за якою він переслідується.
Сідду нарешті дізнається, що Нандіні жива і здорова завдяки лікарю, який випадково знає Нандіні, а також сусіда Сідду. Головний герой вирішує не зустрічатися з нею, так як розуміє, що вона може не полюбити його у відповідь.
Через шість місяців Нандіні повертається до свого звичайного життя та з подивом бачить усі свої зроблені завдяки Сідду завдання, які вона сподівалася виконати до аварії. Вона розмірковує про його особистість і розпитує кондуктора автобуса, лікаря та його найкращого друга, Бхагі. Вона дізнається, що Сідду збирається їхати до Каші на річницю смерті батьків Нандіні. Бажаючи знайти Сідду, вона несподівано стикається з ним і відповідає взаємними почуттями.
Пізніше з’ясовується, що одне із завдань Нандіні була купівля годинника для невідомої людини, яка охороняла її під час заворушень і при цьому зламала власний. Цією людиною випадково виявився Сідду.

## Акторський склад
- Ніхіл Сіддхартха - Сіддху
- Анупама Парамесваран — Нандіні
- Дінеш Тедж — доктор Сандіп. Б
- Сараю Рой — Бхагі, найкращий друг Сіддху
- Аджай — Ракеш Талвар
- Посані Крішна Муралі — адвокат Падманабхам
- Брахмаджі — Моккаджона Джогінатхам, він же Моджо
- Муніка Редді в ролі Санджани, найкращої подруги Нандіні
- Голді Ніссі в ролі Аарті
- Гопараджу Рамана як диригент
- Рагу Бабу як клієнт
- Канчарапалем Раджу — дідусь Нандіні
- Теналі Шакунтала — бабуся Нандіні
- Вадламані Срінівас — суддя Васудев
- Вамсі Накканті — батько Сіддху
- Раві Варма — Аджит, бос Сіддху
- Радж Тірандасу як зварювальник

## Виробництво
Зйомки фільму почалися в жовтні 2020 року в Хайдарабаді  і закінчилися 23 жовтня 2022 року 

## Музика
Музику написав Гопі Сундар.
Автор слів Sri Mani. 
| Track list | Track list          | Track list                            | Track list |
| #          | Назва               | Singer(s)                             | Тривалість |
| ---------- | ------------------- | ------------------------------------- | ---------- |
| 1.         | «Nannaya Raasina»   | Prudhvi Chandra, Sithara Krishnakumar | 4:40       |
| 2.         | «Yedurangula Vaana» | Sid Sriram                            | 4:20       |
| 3.         | «Time Ivvu Pilla»   | Silambarasan                          | 3:36       |